# Dacie trajane
Pour les articles homonymes, voir Dacie (homonymie).
107 ap. J.-C. – 275 ap. J.-C.
Entités précédentes :
- Dacie

Entités suivantes :
- Carpodaces (Goths et Carpes)

La Dacie trajane dite aussi Dacia felix (« Dacie heureuse ») est une partie de la Dacie, riche en or, sel et bois, colonisée et devenue province de l'Empire romain durant 169 ans, de 106 à 275. L'autre province romaine homonyme, plus tardive, a été la Dacie aurélienne.

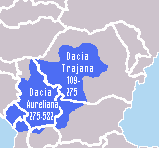
Dacie

## Le royaume des Daces et les Romains
Les Daces et les Gètes sont en contact avec les Romains depuis l'époque de leur roi Burebista, lorsque Rome commence à s'intéresser à la région du bas Danube. Burebista, après avoir fédéré les tribus daces par la diplomatie ou la force, se lance dans une campagne d'expansion territoriale et étend son royaume de la Pannonie à la mer Noire et jusqu'aux monts Hæmos (actuels Balkans) au sud.
En 74 avant Jésus-Christ, les légions romaines de Gaius Scribonius Curio atteignent le bas Danube et entrent en contact avec les Daces. Les Romains sont alors inquiets de l'influence croissante de Burebista, qui en vient à interagir avec la vie politique de la République. Au dernier moment, lors de la bataille de Pharsale, il décide de soutenir Pompée. De ce fait, il s'attire l'inimitié de Jules César. Vers 44 avant Jésus-Christ, alors que César s'intéresse de plus en plus à la conquête de la Parthie, il réfléchit aussi à une campagne contre les Daces pour éliminer Burebista. Sa mort met un terme à ce projet mais au même moment, Buresbista est assassiné à l'occasion d'un complot contre lui, qui démontre que l'union demeure fragile au sein du royaume des Daces, qui se divise en quatre entités distinctes, puis bientôt cinq.
De la mort de Burebista à l'irruption de Décébale, les forces romaines combattent régulièrement les Daces et les Gètes. Ces derniers lancent souvent des raids contre les provinces de Mésie et de Pannonie, obligeant les gouverneurs locaux voire les empereurs à entreprendre des actions de représailles. Entre ces actions militaires, il existe une certaine proximité entre Daces et Romains qui, en temps de paix, commercent et se considèrent amicii et socii : « amis et alliés ». Ainsi, lors de son conflit contre Marc Antoine, Octave s'allie avec les Daces en proposant de se marier avec la fille du roi Cotiso, lequel, en retour, se marierait avec Julia Caesaris filia, la fille d'Octave.
Il est possible que dans la première moitié du premier siècle avant notre ère, les Daces aient envoyé des otages royaux à Rome. Néanmoins, c'est surtout à partir du règne d'Auguste que cette pratique se répand. En outre, les sources rapportent la présence de marchands et d'artisans romains en Dacie, où des esclaves en fuite des Romains se réfugient souvent. Cette présence culturelle et économique grandissante démontre l'influence montante de Rome dans la région.
L'arrivée au pouvoir des Flaviens et notamment de Domitien, voit une escalade des hostilités le long du bas Danube. Vers 84 ou 85, les troupes daces du roi Décébale franchissent le fleuve et pénètrent en Mésie, qu'ils pillent, allant jusqu'à mettre à mort le gouverneur provincial. Domitien réagit en divisant la province en deux : la Mésie Inférieure et la Mésie Supérieure, avant de riposter. Néanmoins, les troubles avec les Germains l'obligent à conclure la paix. A posteriori, cet épisode apparaît comme une première étape sur la voie des guerres daces de Trajan. En 102, Décébale est contraint de détruire ses forteresses dans la région des monts Orastie, tout en acceptant la présence d'une garnison romaine à Sarmizégétuse. Trajan ordonne aussi à son ingénieur, Apollodore de Damas, de bâtir un pont sur le Danube à Drobeta.

## La Dacie sous les Antonins et les Sévères

### Création de la province (106-117)
Dès son annexion, la Dacie est transformée en province romaine. Ce n'est que le deuxième territoire à être acquis comme province depuis la mort d'Auguste près d'un siècle auparavant. Les Romains ont encore à combattre les Sarmates, les alliés de Décébale, qui sont plus au nord. Néanmoins, à la fin de l'année 106, les légionnaires commencent à ériger des forts le long de la nouvelle frontière de la province et Trajan revient à Rome au milieu de l'année 107.
Les premières sources à mentionner la Dacie comme une province remontent au 11 août 106. Elle est gouvernée par un légat impérial de rang consulaire, soutenu par des légats de la légion responsables de chacune des deux légions implantées en Dacie. Un procurateur a la responsabilité de prélever l'impôt de la province et de payer l'armée. Il est à noter que l'ensemble des territoires conquis ne sont pas incorporés dans la nouvelle province. La Mésie inférieure s'étend sur l'actuel sud de la Moldavie, la Munténie et l'Olténie oriental, tandis que la Dacie en tant que telle recouvre l'Olténie occidentale, la Transylvanie et le Banat.
De ce fait, la Dacie romaine est entourée à l'est et au sud des deux provinces de Mécie, la province supérieure a sa capitale à Singidunum et la province inférieure à Tomis. Sur sa frontière ouest, la Dacie est exposée à la plaine de Pannonie où vivent les Iazyges, une tribu sarmate. La Moldavie septentrionale abrite elle les Bastarnes, les Roxolans et les Carpes. Enfin, le nord de la Transylvanie est habité par les Daces non soumis à Rome, notamment les Costoboces.
Le processus de transformation d'un territoire conquis en une province est coûteux. Tout l'ensemble des infrastructures romaines classiques est érigé dans les nouvelles cités, incluent les thermes, les forums ou les temples, ainsi que des voies romaines et des colonies pour les vétérans. Néanmoins, à part les tentatives de Trajan d'encourager des colons à s'implanter en Dacie, il semble que le gouvernement impérial n'a pas cherché à promouvoir l'installation de nouveaux habitants dans la province.
Du fait des conséquences de la guerre, la population de la Dacie a certainement chuté par rapport à son état d'avant l'invasion. Selon Criton, 500 000 Daces sont réduits en esclavage et déportés, certains d'entre eux pour devenir des gladiateurs dans le cadre des célébrations de la victoire de l'empereur. En compensation, les Romains mettent en place un programme de création de centres urbains peuplés de citoyens romaines et de non-citoyens issus d'autres régions de l'Empire. Néanmoins, un nombre important de Daces continue de vivre à la périphérie de la province dans un mode de vie rural. Quant aux élites locales, comme souvent dans l'Empire, elles sont encouragées à participer à la nouvelle administration.
Trajan établit la capitale de la province à une quarantaine de kilomètres de l'ancienne capitale des Daces, Sarmizegetuse. Elle est nommée Ulpia Traiana Sarmizegetusa. Elle sert d'abord de base à la Legio IV Flauia Felix avant d'être peuplée de vétérans qui ont servi dans les guerres daciques, notamment de la Legio V Macedonica, de la Legio IX Claudia et de la Legio XIV Gemina.
Avec la conquête, la Dacie est traversée de voies romaines qui recouvrent rapidement les voies de circulation naturelles. Néanmoins, seules deux routes ont avec certitude été créées sur ordre de Trajan. La première relie les camps militaires à Napoca et Potaissa. La source épigraphique que constitue le Miliarium d'Aiton indique que cette route est achevée vers 109 ou 110. La deuxième voie passe par Apulum (Alba Iulia) et, depuis la mer du Nord, file vers l'est et la Pannonie inférieure.

### Première réorganisation (117-138)

Dacie romaine

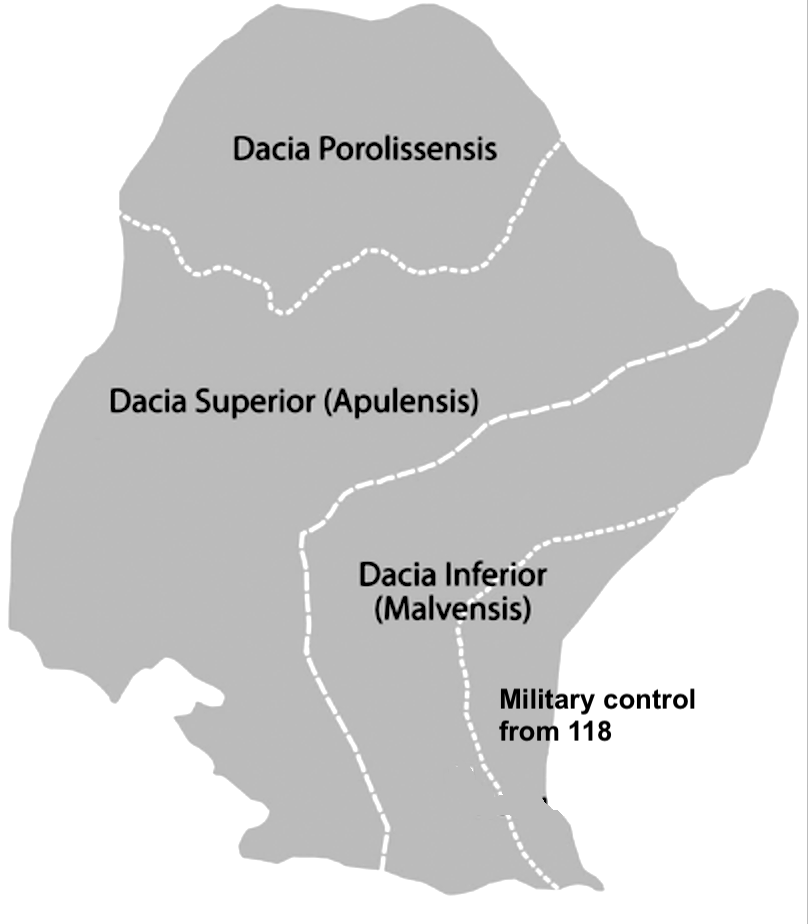
Dacie en 124

Limes (différentes époques)

Hadrien est à Antioche quand il apprend la mort de Trajan. Il ne peut alors rejoindre Rome. Il apprend aussi que Caius Iulius Quadratus Bassus, qui a reçu l'ordre de Trajan de défendre la Dacie est mort lors d'une campagne. En effet, du fait de la guerre qu'il a menée contre les Parthes, Trajan a laissé un certain nombre de provinces en sous-effectif. Les Roxolans en ont profité pour ne plus payer leur tribut et s'allier aux Iazyges contre Rome. Hadrien décide donc de rapatrier un certain nombre de troupes en Dacie avant de pouvoir lui-même quitter la Syrie.
Hadrien hésite alors à se retirer de la Dacie étant donné les difficultés que pose sa défense. Il démantèle le pont d'Apollodore sur le Danube pour prévenir toute pénétration des Bulgares au-delà du fleuve. Finalement, en 118, il prend lui-même la tête des troupes qui battent les Iazyges et les Roxolans et rétablit le tribut à leur charge. Il abandonne même certaines des conquêtes de Trajan, notamment les territoires annexés à la Mésie Inférieure qui sont cédés aux Roxolans. Ce qui restent des régions de la Mésie Inférieure au nord du Danube composent une nouvelle province, la Dacie Inférieure, tandis que la province de Dacie en tant que tel devient la Dacie Supérieure. Enfin, Hadrien ordonne à la Legio IV de se replier sur la Mésie Supérieure.
En 124, une nouvelle province est créée, la Dacia Porolissensis, au nord de la Dacie Supérieure, dans la région de Transylvanie. Quant à la Dacie Supérieure, elle n'est plus gouvernée que par un sénateur de rang prétorien car les consuls ne gouvernent que les provinces comprenant au moins deux légions. Le légat impérial qui demeure dans cette province dirige une légion à Apulum. La Dacie Inférieure et la Dacie Porolissense sont dirigées par des procurateur présidiaux.
Dès lors qu'il a décidé de conserver la Dacie, Hadrien s'efforce d'en exploiter les ressources minières abondantes. Il monopolise les revenus générés par cette activité en confiant l'exploitation à des membres de l'ordre équestre, qui la délèguent à d'autres individus. En 124, l'empereur visite Napoca et l'élève au rang de municipe.

### Consolidation (138-161)
A l'arrivée au pouvoir d'Antonin le Pieux, l'Empire est à son apogée territorial et se consacre principalement à la défense de ses nombreuses provinces. Les nombreuses bornes qui datent de son règne prouvent son attention à ce que les voies qui parcourent l'Empire soient correctement entretenues. De même, l'amphithéâtre d Sarmizégétuse est remis en état sous son règne. Enfin, étant donné que les positions romaines à Porolissum (près de Moigrad) sont particulièrement exposées, elles sont rebâties en pierre et pourvues de murs plus solides.
Après une révolte intervenue vers 158, Antonin décide de réorganiser à nouveau la Dacie. La Dacie Porolissensis dont la capitale est Porolissum est laissée en l'état mais la Dacie Supérieure est renommée Dacie Apulensis avec Apulum comme capitale tandis que la Dacie Inférieure devient la Dacie Malvensis, recouvrant l'Olténie et avec Romula comme capitale. Chacune de ces provinces est gouvernée par des procurateurs de rang équestre et tous sont responsables devant le gouverneur de rang sénatorial à Apulensis.

### Renaissance sous les Sévères
Le règne de Septime Sévère signe le début d'une ère de paix dans la province qui ne subit aucune offensive. Les positions militaires sont restaurées et Sévère étend la frontière orientale de la Dacie de 14 kilomètres vers l'Olt, complétant le limes Transalutanus. Quatorze camps militaires sont bâtis sur une distance de 225 kilomètres, de Flămânda (près du Danube) au sud à Cumidava (aujourd'hui Brețcu). Son règne voit aussi un accroissement des municipia dans la région, tandis que Ulpia Traiana Sarmizegetusa et Apulum se voient octroyées le Ius italicum (le droit italique).
Dans le cadre de ses réformes militaires, Septime Sévère permet aux soldats romains de vivre à l'extérieur des fortifications qu'ils gardent, dans les canabae, où ils peuvent obtenir des lopins de terre. Il les autorise aussi à se marier à des autochtones et leurs enfants deviennent automatiquement des citoyens romains. Pour les soldats n'ayant pas ce statut, ils peuvent l'obtenir pour eux et leur descendance après la fin de leur service militaire.
Son successeur, Caracalla, étend la citoyenneté à tous les hommes habitant l'Empire (sauf les esclaves) pour accroître les revenus fiscaux et sa popularité. En 213, alors qu'il se dirige vers la Parthie, il passe par la Dacie. Il tente alors de perturber les efforts d'alliance entre les peuples frontaliers, notamment les Marcomans et les Quades. A Porolissum, il fait tuer Gaiobomarus, le chef des Quades, après lui avoir fait croire à des pourparlers de paix. Autrement, des historiens modernes comme Philip Parker ou Ion Grumeza soutiennent que Caracalla étend encore le limes Transalutanus de cinquante kilomètres à l'est de l'Olt. Néanmoins, aucune preuve concrète ne soutient leur assertion et les traces de l'époque indiquent surtout que des travaux de réparation sont entrepris à Porolissum et que la cinquième cohorte Lingonum y érige une statue équestre de l'empereur.

### La fin de la Dacie romaine
Les années 230 marquent la fin de la paix en Dacie romaine. Avec l'arrivée au pouvoir de Maximin Ier le Thrace en 235, l'Empire romain rentre dans une période de troubles qui s'étalent sur cinquante ans, connue sous le nom d'Anarchie militaire. L'économie connaît aussi un phénomène de rétractation avec une chute de la valeur de la monnaie. Tout au long du IIIe siècle, les frontières de l'Empire sont mises à mal par le début d'un processus de migration de grande ampleur. Les Goths imposent une pression croissante sur les peuples vivant aux marges des terres romaines. Entre 236 et 238, Maximin est obligé de faire campagne contre les Carpes avant de revenir en Italie pour combattre une rébellion. Alors que Gordien III s'impose comme empereur, les Goths profitent de la fragilité de l'Empire pour prendre Histria en 238, avec l'aide des Carpes, avant de mettre à sac les principaux centres urbains du delta du Danube.
Les Romains sont contraints d'acheter la paix au prix d'un tribut annuel aux Goths, ce qui déplaît aux Carpes qui exigent aussi un tribut. Philippe l'Arabe met fin à ce paiement en 245 et les Carpes réagissent par une invasion l'année suivante, s'en prenant notamment à Romula. Ils brûlent probablement le fort de Răcarii à cette occasion et les vestiges archéologiques laissent à penser que le limes Transalutanus est abandonné sous l'empereur Philippe, du fait de la pression des Carpes. Philippe est bientôt contraint de se rendre lui-même sur le front, tandis que la mère du futur empereur Galère fuit la Dacie Malvensis pour s'installer en Mésie Inférieure, attestant du désordre croissant qui règnent dans les possessions romaines au nord du Danube.
A la fin de l'année 247, les Carpes sont vaincus et demandent la paix. Philippe l'Arabe en profite pour prendre le titre de Carpicus Maximus mais, en dépit de ce succès, les cités daces commencent à organiser leur défense. A Sucidava, les habitants érigent des remparts et un fossé défensif, probablement du fait d'un raid barbare vers 246 ou 247. En 248, Romula renforce ses défenses, là encore pour mieux se protéger des Carpes. Une inscription découverte à Apulum vante les mérites de l'empereur Dèce comme restitorur Daciarum, « restaurateur de la Dacie ». Le 1er juillet 251, Dèce et son armée sont vaincus parles Goths lors de la bataille d'Abrittus en Bulgarie et l'empereur lui-même est tué. Ce peuple germanique, solidement implanté le long de la côte occidentale de la mer Noire, menace sérieusement les Daces non romanisés, qui basculent dans leur aire d'influence, ainsi que la Dacie. Peu à peu, c'est tout le système d'États clients fondé par Rome qui s'effondre.
La pression barbare se poursuit sous Gallien (253-268). La division de la partie occidentale de l'Empire entre l'empereur en titre et Postume qui règne sur la Gaule après 260 implique que Gallien se focalise principalement sur la frontière danubienne. Il remporte plusieurs victoires contre les Carpes et les autres peuples daces et il acquiert lui aussi le titre de Dacicus Maximus. Néanmoins, des sources de l'époque, notamment Eutrope, Aurelius Victor et Festus écrivent que la Dacie est perdue sous son règne. Il transfère une grande partie des cohortes de Dacie vers la Pannonie et les dernières pièces découvertes à Ulpia Traiana Sarmizegetusa et Porolissum sont à l'effigie de Gallien. Plus aucun bâtiment n'est érigé dans la province après 260.
Des pièces frappées au cours de la restauration impériale vers 270 portent l'inscription de Dacia Felix (« Dacie heureuse »), sous le règne d'Aurélien. La pression continue de l'Empire palmyrénien l'oblige à stabiliser la frontière danubienne. C'est sûrement avec réticence qu'il décide, au moins temporairement, d'abandonner la Dacie. La date retenue est généralement l'année 271 mais il est possible que ce retrait se fait progressivement jusqu'en 275.
Aurélien crée une nouvelle province, la Dacie aurélienne, dont la capitale est basée à Sardica, en Mésie Inférieure. Elle accueille une partie de la population de l'ancienne Dacie qui a migré au sud du Danube.

### La Dacie après le retrait de Rome
La Dacie a souffert de sa position exposée. Selon l'empereur Galère, la frontière danubienne est l'une des plus complexes à défendre pour Rome en raison de sa longueur et du fait que les légions romaines peinent à y exprimer leur potentiel. Néanmoins, après l'abandon de la Dacie, l'Empire maintient des positions militaires au nord du fleuve, dans le cadre du dispositif défensif danubien. Aurélien conserve notamment Drobeta tandis qu'une partie de la Legio XIII Gemina' est basée à Desa jusqu'en 305. Des pièces à l'effigie de l'empereur Gratien (375-383) ont été mises au jour à Dierna, indiquant peut-être que la ville est restée sous domination romaine.
Après le retrait de Rome, les villes fondées sous l'Empire survivent un temps. Néanmoins, les terres romaines sont de plus en plus sous la pression des migrations des peuples dits barbares. Les Sarmates, les Quades ou encore les Carpes qui vivent à l'orée des frontières impériales sont menacées par l'avancée des Vandales au nord et des Gépides et des Goths depuis l'est. Ils essaient de requérir l'autorisation de Rome pour passer les frontières mais n'hésitent pas non plus à faire courir le risque d'une invasion pour obtenir le passage. Les Bastarnes sont autorisés à s'installer en Thrace tandis que les Carpes s'établissent dans la nouvelle province de Pannonia Valeria, à l'ouest de leurs terres natales, ce qui ne les empêche pas d'être finalement annihilés ou intégrés au sein d'autres peuples barbares. Ceux qui survivent sont dès lors appelés "Carpodaces" (les « Carpes de Dacie »).
En 291, les Goths se sont remis de leur défaite contre Aurélien et pénètrent dans l'ancienne Dacie romaine. Ils s'opposent aux Carpes et aux Daces non romanisés qui y résident et finissent par les vaincre. Rome, qui tente de maintenir le contrôle du Danube, devient leur prochaine cible. En Dacie, ce qui reste de la population en partie romanisée coexiste progressivement avec les Goths, dans ce qui s'appelle désormais la Gothie, recouvrant l'ancienne Dacie mais va au-delà, jusqu'en Bessarabie à l'est. Jusqu'aux années 320, les Goths respectent la trêve avec Rome en occupant les terres au nord du Danube, sans chercher à franchir le fleuve.
Vers 295, l'empereur Dioclétien réorganise les défenses impériales le long du Danube. Il bâtit des camps fortifiés sur la rive opposée, de Sirmium à Ratiaria et Durostorum. Ces fortifications ont pour but de protéger les différents points de passage sur le fleuve et de faciliter les patrouilles navales et le débarquement de troupes. Enfin, elles constituent des postes avancés pour observer les mouvements des peuples frontaliers.
Au cours du règne de Constantin Ier, les Goths profitent de la guerre civile qui l'oppose à Licinius pour passer à l'offensive en 323. Ils soutiennent Licinius jusqu'à sa défaite en 324, ce qui pousse Constantin à prendre des mesures de rétorsion. Avant 328, il construit un nouveau pont qui traverse le Danube à Sucidava, tout en restaurant la voie de Sucidava à Romula. Enfin, il érige un fort militaire à Daphné (aujourd'hui Spanțov).
Au début de l'année 336, Constantin dirige ses armées au-delà du Danube et écrase les Goths, dans la perspective de refonder une province romaine au nord du fleuve. Le Sénat romain lui confère le titre de Dacicus Maximus et le célèbre lors de son trentième anniversaire comme empereur. Selon certains historiens comme Timothy Barnes, de tels honneurs sont le signe d'une reconquête au moins partielle de la Dacie. Néanmoins, il apparaît que le pont de Sucidava ne résiste pas plus d'une quarantaine d'années puisqu'en 367, Valens le découvre en mauvais état lors de sa tentative de traversée du Danube. Néanmoins, le fort de Sucidava reste aux mains des Romains jusqu'à l'arrivée d'Attila en 447.
Quelle que soit l'ampleur des conquêtes de Constantin, les Goths quittent l'Olténie pour la Transylvanie où ils combattent les Sarmates. En 334, ces derniers demandent l'aide de Constantin qui les autorise à s'implanter au sud du Danube. Peu après, les Romains écrasent les Goths qui signent un traité de paix avec Rome jusqu'en 367.
La dernière incursion romaine en Dacie intervient en 367. Valens profite d'un incident diplomatique pour lancer une campagne contre les Goths. Il tente de reconquérir la tête de pont établie par Constantin à Sucidava. Il lance un raid contre les Goths après avoir traversé le Danube près de Daphné le 30 mai. Il tente de récidiver en 368, après avoir établi son camp à Carsium mais il doit renoncer en raison d'une inondation du Danube. Il se contente de restaurer les forts romains le long du Danube et passe le fleuve l'année suivante, vainc les Goths et les pousse à un accord de paix.
Par la suite, les Romains ne sont plus en mesure de s'aventurer au nord du Danube. La pression irrésistible des Huns pousse les Goths à franchir à leur tour le fleuve et à chercher refuge au sein de l'Empire. Néanmoins, Valens s'oppose à leur demande d'installation, se confronte à eux mais est écrasé lors de la bataille d'Andrinople en 378, perdant la vie sur le champ de bataille. Par la suite, l'Empire romain se divise définitivement en deux et le Danube constitue la frontière septentrionale de ce qui va devenir l'Empire byzantin.

## La vie dans la Dacie romaine

### Les Daces
A la différence d'autres territoires conquis par les Romains, comme la Thrace, la Gaule ou la Grande-Bretagne, le sort des Daces, peuple autochtone de la Dacie, est mal connu.
Plusieurs historiens romains comme Eutrope, mais aussi Dion Cassius et l'empereur Julien, attestent d'une dépopulation importante de la province après la prise de Sarmizegetusa Regia. Pour autant, des doutes subsistent sur l'ampleur de ce phénomène. Les manuscrits d'Eutrope ayant survécu manquent de détails. Les sources archéologiques démontrent la continuation des pratiques funéraires des Daces après la conquête de Trajan, de même que la production de céramiques. La scène finale dépeinte sur la colonne de Trajan est sibylline. Elle pourrait attester soit d'une émigration des Daces et donc d'un dépeuplement de la province, soit d'un retour de ces mêmes Daces chez eux après les troubles de l'invasion romaine.
Si l'arrivée d'un grand nombre de colons pour peupler les cités romaines nouvellement créées est indéniable, les sources épigraphiques laissent à penser qu'une division profonde existe entre les centres urbains, multiethniques, et les habitats ruraux largement dominés par les Daces. Quoi qu'il en soit, deux révoltes internes des Daces sont mentionnées. D'abord en 117, contraignant Trajan à revenir de l'Orient puis en 158, quand ils sont réprimés par Marcus Statius Priscus.
L'archéologie confirme aussi la destruction de nombreux bastions situés dans les monts Oraștie au moment de l'annexion de la Dacie. Néanmoins, cela ne signifie pas que les Daces ne continuent pas à vivre dans la région une fois qu'elle a été pacifiée par les Romains. Des villages datés du IIe siècle comprennent des éléments d'architecture dace, notamment à Obreja et Noșlac, ce qui implique qu'ils ont été habités au moment de la création des villes romaines.
Plusieurs hameaux ou villages ont été clairement habités avant et après la conquête romaine, comme à Cetea ou Cicau, avec des éléments de poterie découverts tout au long des Ier et IIe siècles. L'habitat typique des daces, fait de maisons en partie enterrées et de puits de stockage, ne disparaît pas après les années 100-110, y compris dans les zones marquées par la colonisation romaine, comme à Obreja. Au total, quarante-six sites montrent une continuité d'habitation entre l'époque de La Tène et celle de l'occupation romaine.
L'archéologie a aussi mis au jour un processus de romanisation. La poterie dace traditionnelle incorpore peu à peu des pratiques et des motifs romains et les ustensiles daces typiques, telles que les petites et épaisses coupes à boire, déclinent. L'habitat dace conserve des éléments d'avant la conquête. Dans l'ensemble, c'est bien une cohabitation entre éléments romains et éléments daces qui apparaît. L'importance des sites funéraires de cette époque semble prouver que la population dace est trop importante pour avoir été entièrement déplacée ou éliminée, ce qui aurait nécessité des ressources trop élevées, même pour l'Empire romain. Les bijoux en argent retrouvés dans les tombes n'appartiennent pas toujours à des Daces, ils peuvent aussi être la création de Carpes ou de Daces vivant hors de la Dacie romaine mais qui ont fini par s'y rendre.

### Les colons
Il existait divers degrés de romanisation en Dacie romaine. La région la plus romanisée est celle située le long du Danube, principalement sous administration impériale, bien que dans une forme partiellement « barbarisée ». La population au-delà de cette zone, ayant cohabité avec les légions romaines avant leur retrait, est également fortement romanisée. La dernière zone, englobant les parties nord du Maramureș, du Crișana et de la Moldavie, se trouvait aux marges de la Dacie romaine. Bien que ses habitants n’aient pas accueilli de garnisons romaines, ils demeurent nominalement sous le contrôle de Rome, sur les plans politique, social et économique. Ces territoires sont ceux des Carpes, souvent appelés « Daces libres »
Dans le but de repeupler les cités, de cultiver les terres et d’exploiter les gisements miniers, un vaste effort de colonisation est entrepris, avec des colons venus de « tout l’Empire romain ». Les colons sont d’origines diverses : parmi les quelque 3 000 noms conservés dans les inscriptions retrouvées jusqu’aux années 1990, 74 % (env. 2 200) sont latins, 14 % (env. 420) grecs, 4 % (env. 120) illyriens, 2,3 % (env. 70) celtiques, 2 % (env. 60) thraco-daces, et environ 2 % (env. 60) sémitiques originaires de Syrie. Quelle que soit leur origine, ces colons représentent physiquement la civilisation romaine et la culture impériale, véhiculant avec eux le plus puissant agent de romanisation : l’usage du latin comme nouvelle lingua franca.
La première colonie fondée à Sarmizegetusa est composée de citoyens romains ayant pris leur retraite militaire. D’après la répartition géographique des noms dans la province — bien que les épigraphes mentionnent rarement les origines des individus —, il a été avancé qu’une part significative des colons venait du Norique et de la Pannonie occidentale.
Des mineurs spécialisés, issus de la tribu des Pirustes, sont amenés depuis la Dalmatie. Ces mineurs dalmates sont regroupés dans des communautés protégées appelées Vicus Pirustarum et restent sous la juridiction de leurs propres chefs tribaux (appelés princeps).

### L'armée

Carte de l'organisation militaire de la Dacie romaine, avec les limes, les forts et les routes.

On estime à environ 50 000 le nombre de soldats stationnés en Dacie à l’apogée de la province,. À la fin de la première campagne de Trajan en 102, une légion — ou une vexillatio — est déployée à Sarmizegetusa Regia. Une fois la conquête de la Dacie achevée, Trajan installe au moins deux légions dans la nouvelle province : la Legio IV Flavia Felix à Berzobis (aujourd’hui Berzovia, en Roumanie), et la Legio XIII Gemina à Apulum. Certains chercheurs émettent l’hypothèse de la présence d’une troisième légion, la Legio I Adiutrix, mais aucun indice ne permet de préciser ni la date, ni le lieu de son stationnement. Il reste également incertain si cette légion est déployée dans son intégralité ou seulement par l’intermédiaire de détachements (vexillationes).
L’empereur Hadrien, successeur de Trajan, décide de retirer la quatrième légion (Legio IV Flavia Felix) de Berzobis pour la redéployer à Singidunum, en Mésie supérieure, ce qui laisse penser qu’il juge alors suffisante la présence d’une seule légion pour assurer la sécurité de la Dacie. Les guerres marcomanes qui éclatent au nord du Danube contraignent cependant Marc Aurèle à revenir sur cette politique : il transfère définitivement la Legio V Macedonica depuis Troesmis (aujourd’hui Turcoaia, en Roumanie), en Mésie inférieure, vers Potaissa, en Dacie,.
Les inscriptions témoignent de la présence d’un grand nombre d’unités auxiliaires dans les provinces de Dacie durant la période romaine, ce qui donne l’impression d’une province fortement militarisée. Toutefois, cette militarisation ne semble pas excéder celle d’autres provinces frontalières telles que les Mésies, les Pannonies ou la Syrie, et le nombre de légions stationnées en Mésie et en Pannonie ne diminue pas après la création de la province de Dacie,. Une fois la Dacie intégrée à l’Empire et la frontière repoussée vers le nord, la portion centrale du limes danubien — entre Novae (près de l’actuelle Svishtov, en Bulgarie) et Durostorum (aujourd’hui Silistra) — peut alors libérer des troupes pour renforcer les défenses dacie.
Les sources militaires recensent au moins 58 unités auxiliaires, pour la plupart transférées des provinces voisines (Mésie et Pannonie), dont la typologie est variée : numeri, cohortes milliariae, quingenariae ou encore alae. Cela ne signifie pas que toutes ces unités soient présentes en même temps ni qu’elles soient stationnées de façon continue durant toute l’existence de la Dacie romaine.

### L'économie
Une fois incluse dans la Pax Romana, la Dacie connaît une certaine prospérité économique, jusqu'à la crise du troisième siècle. D'une région rurale, elle devient une province économiquement dynamique, aux standards proches de ceux d'autres provinces romaines et le niveau de circulation monétaire y est plutôt élevé. Les ressources naturelles de la région, qui expliquent la conquête impériale, contribuent à la richesse de l'Empire. La production agricole y est importante et des pièces de bronze sont frappées à Ulpia Traiana Sarmizegetusa. Enfin, la construction de voies romaines favorise les liaisons commerciales. Les mines d'or sont particulièrement prospères et des mineurs dalmates sont envoyés dans la province pour exploiter les filons des Monts Bihor. Toutefois, certains s'épuisent progressivement et plusieurs mines sont fermées aux alentours de l'année 215.
Parmi les autres ressources figurent le sel, le fer, l'argent et le cuivre, qui sont exploitées dès avant la conquête romaine. La province est aussi riche en matériaux de construction.
Enfin, les centres urbains sont aussi des lieux de production. Des fonderies de bronze ont été découvertes à Porolissum, Romula et Dierna, tandis que des forges ont été identifiées à Apulum. Le verre est aussi travaillé à Ulpia Traiana Sarmizegetusa et Tibiscum. Enfin, les bourgades plus petites se spécialisent dans l'artisanat de la poterie.

## Administration de la province

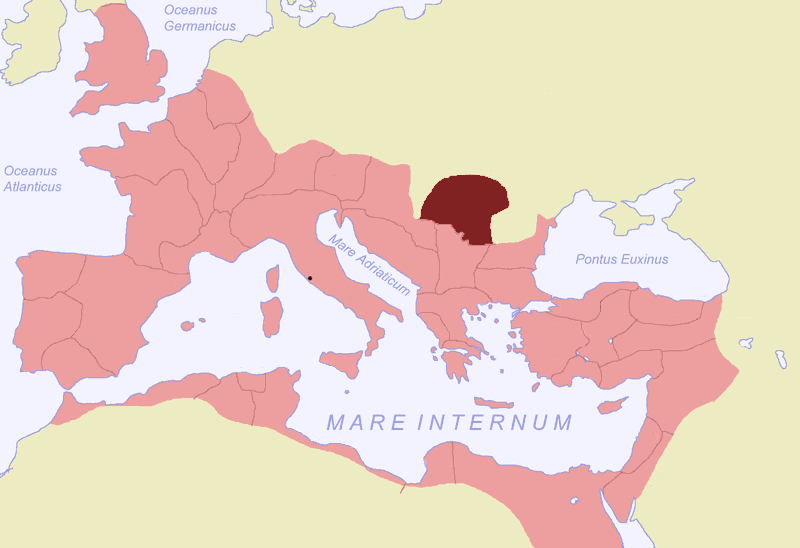
Province romaine en rose, avec la Dacie en bordeaux

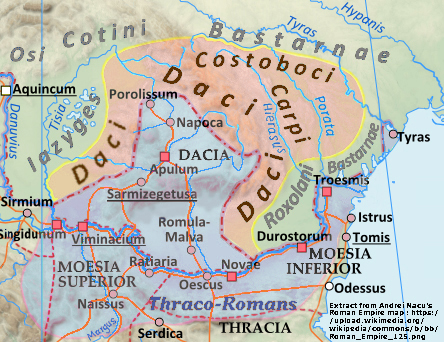
Carte approximative pour illustrer la situation de la Dacie après la conquête romaine. Le territoire de la Dacie romaine est en bleu, le territoire des Daces libres en rouge. Selon les périodes, d'autres territoires ont pu être temporairement sous contrôle des Romains, notamment dans le sud.

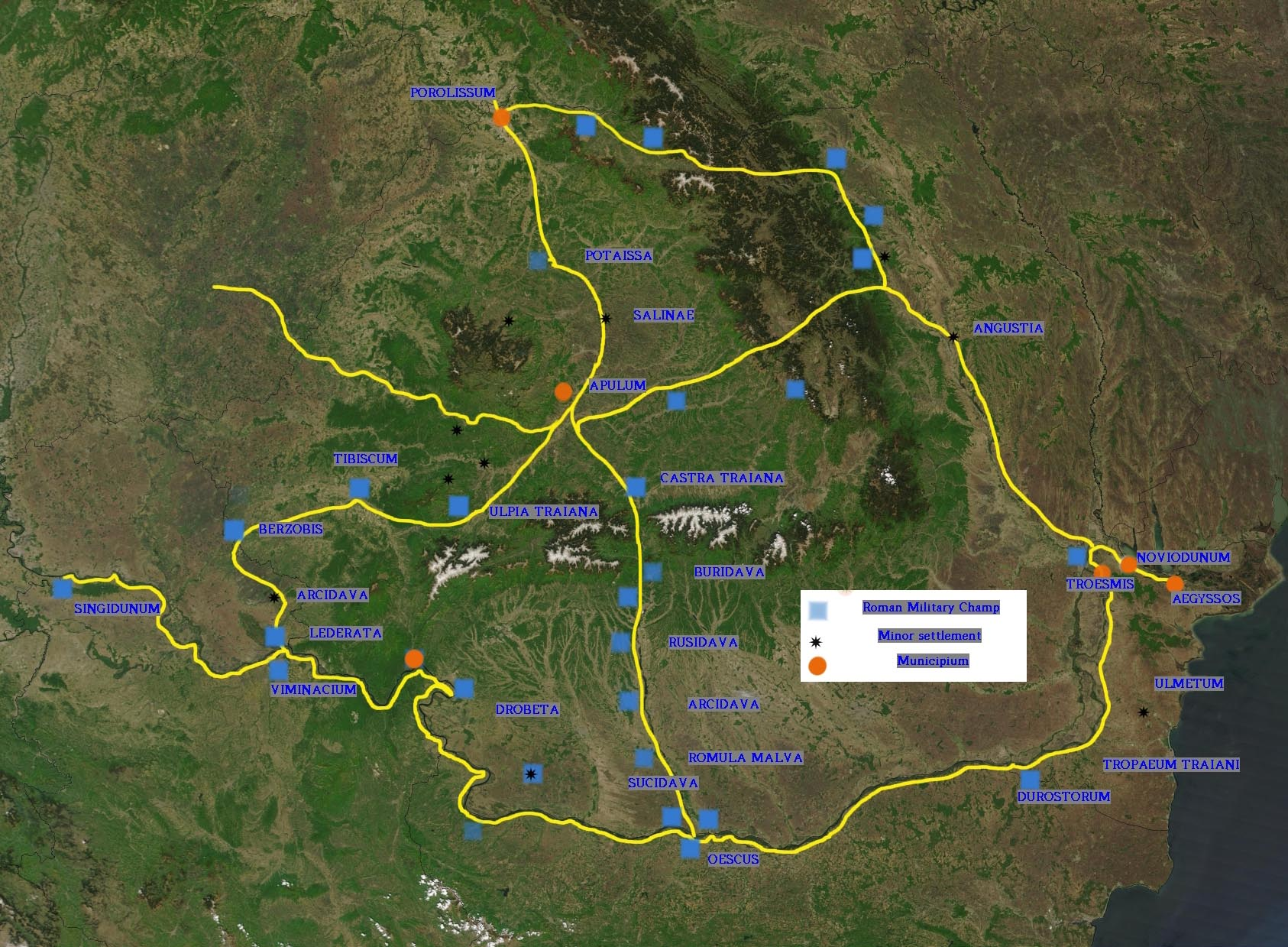
Les routes construites par les Romains en Dacie.

La province était bordée par la Transylvanie et l’Olténie d'aujourd'hui. selon les époques, entre 15 % et 50 % du territoire de la Dacie auraient été sous contrôle romain. Certaines cartes l'attestent.
Elle était sous l'autorité d'un Légat d'Auguste propréteur. La legio XIII Gemina, avec de nombreuses troupes auxiliaires, avait ses quartiers dans la province.
En 119, sous Hadrien, la Dacie fut partagée en Dacie supérieure et Dacie inférieure, la première comprenant la région actuelle de Transylvanie, la seconde les régions actuelles du Banat et de l'Olténie. Peu de temps après, une troisième province fut intégrée : la Dacie Porolissense", d'après la ville de Porolissum (près du village de Moigrad, commune de Mirșid, Județ de Sălaj). Seule la Dacie supérieure possédait une légion, elle était donc dirigée par un sénateur avec le rang de Légat d'Auguste propréteur. La Dacie inférieure et la Dacie porolissense étaient gouvernées chacune par un chevalier portant le titre de procurateur, leur garnison ne comptait que des troupes auxiliaires.
Le règne de Marc Aurèle amena une importante réforme administrative. Les trois provinces furent réunies sous la direction d'un légat de rang consulaire, cette nouvelle province étant nommée province des Trois Dacies (tres Daciæ). Les trois anciennes provinces subsistèrent cependant comme des subdivisions du nouvel ensemble, mais certaines changèrent de nom. La Dacie supérieure devint Dacie Apulensis d'après Apulum et la Dacie inférieure devint Malvensis d'après Malva, site longtemps inconnu et controversé, mais désormais fixé avec certitude à Romula. C'est à cette époque aussi que la Dacie Porolissense reçut une légion en garnison, la V Macedonica. Le gouverneur des Trois Dacies avait donc sous ses ordres deux légats (Apulensis et Porolissensis) et un procurateur (Malvensis). Pertinax fut un des premiers gouverneurs des Trois Dacies en 179.
Des forts furent construits pour résister aux révoltes de la population, aux attaques des tribus Carpes et plus tard contre les populations barbares. Trois grandes routes militaires furent construites pour unir les principales villes, tandis qu'une quatrième, nommée en hommage à Trajan, traversait les Carpates et pénétrait en Transylvanie par le col Alutensis.
Les tres Daciæ avaient une capitale commune, Sarmizégétuse  ou Ulpia Traiana Sarmizegetusa, et une assemblée commune, qui discutait des affaires provinciales, formulait des réclamations et répartissait le fardeau des taxes ; mais sous d'autres aspects elles étaient des provinces pratiquement indépendantes les unes des autres, chacune commandée par un Légat d'Auguste propréteur ou un procurateur ordinaire, subordonné au gouverneur de rang consulaire.
Les « Daces libres », qui se donnaient eux-mêmes le nom de Carpes (signifiant "rocailleux", d'où le nom de Carpates) vivaient en dehors de la province romaine, sur les territoires au nord et à l'est de l'actuelle Moldavie, mais aussi au nord des Carpates, où ils avaient le nom de Costoboces, et dans l'ouest de la Transylvanie, sous le nom de « grands Daces ».
Bien qu'ils ne se soient pas privés d'attaquer les fortifications romaines, les Carpes entretenaient de nombreux liens avec l'Empire romain. Les Romains déportèrent des Carpes partout en Europe : ceux-ci assimilèrent la culture romaine et la langue romaine. Pendant l'occupation, ils avaient des relations étroites à la fois avec les Daces de la province et les populations dites barbares ; cette configuration leur permettait de nouer des alliances complexes.

Carte des Balkans au VIe siècle, à la veille de l'arrivée des Slaves, montrant les provinces du "Diocèse de Dacie".

Après la retraite romaine sous Aurélien, ils reconquirent la Dacie, alliés aux Goths. On les appela alors les « Carpodaces ». L'historien grec Zosime mentionne pour la dernière fois en 381 ces Carpodaces, c'est-à-dire les Daces appelés Carpes.

## Incertitudes sur le devenir des Daces romanisés
Sur la base des récits d’auteurs anciens tels qu’Eutrope, certains historiens des Lumières, notamment Edward Gibbon, ont soutenu que la population de la Dacie romaine avait été déplacée au sud du Danube lorsque l’empereur Aurélien abandonna la province,. Toutefois, le sort des Daco-Romains et la question de l’origine des roumains ont fait l’objet de controverses, liées à des considérations politiques apparues au XVIIIe et au XIXe siècle dans le contexte des tensions entre les nationalistes roumains et l’Empire austro-hongrois,.
Selon une première théorie, le processus de formation du peuple roumain commence avec la romanisation de la Dacie et la persistance d’une population daco-romaine qui ne quitte pas entièrement la province après le retrait romain de 275. Des preuves archéologiques provenant de sépultures et de sites d’habitat appuient l’idée selon laquelle une partie de la population autochtone continue d’occuper le territoire de l’ancienne Dacie romaine. Des vestiges de céramique datés d’après 271 à Potaissa, ainsi que des monnaies de Tacite et de Crispus (fils de Constantin Ier) retrouvées à Napoca témoignent de la survivance de ces villes. À Porolissum, la circulation monétaire reprend sous le règne de Valentinien Ier (364–375) ; parallèlement, des Daco-Romains continuent d’occuper Ulpia Traiana Sarmizegetusa, allant jusqu’à fortifier l’amphithéâtre contre les incursions barbares. Selon cette théorie, le développement du peuple roumain se poursuit sous l’influence de l’Empire romain jusqu’au début du VIe siècle, tant que celui-ci conserve des territoires sur la rive sud du Danube et en Dobroudja. Ce processus est facilité par les échanges commerciaux et les déplacements de population à travers le fleuve. Des villes romaines subsistent dans les régions centrale et méridionale de la Dacie, bien qu’elles aient décliné en taille et en prospérité.
Une théorie concurrente affirme que le transfert de la population, déjà réduite, de la Dacie s’est accompagné d’un effort de repeuplement des Balkans, alors fortement dépeuplés. Si certains Daco-Romains ont pu rester sur place, leur nombre aurait été très limité. Les changements toponymiques constatés semblent indiquer un abandon complet de la Dacie, dans la mesure où les noms des villes, forts et établissements romains tombent entièrement en désuétude. Les fouilles archéologiques menées depuis le XIXe siècle n’ont pas permis de démontrer avec certitude qu’une part significative des Daco-Romains serait demeurée en Dacie après l’évacuation. Ainsi, la circulation monétaire romaine dans l’ancienne province après 271 présente des similitudes avec celle observée en Slovaquie actuelle ou dans les steppes de l’actuelle Ukraine. À l’inverse, les données linguistiques et toponymiques suggèrent que les origines de la langue roumaine remontent à la Mésie inférieure ou à d’autres provinces situées au sud du Danube. L’analyse des toponymes de l’ancienne Dacie au nord du Danube montre que, outre les noms d’origine thrace, scytho-iranienne, celtique, romaine ou slave, certains toponymes daces non romanisés ont été repris par les Slaves — parfois via les Hongrois — et transmis aux Roumains, de la même manière que certains toponymes latins ont transité par les Slaves avant d’être adoptés par les Roumains (comme dans le cas de l’Olt).
Selon les tenants de la continuité daco-romaine, la décision d’Aurélien d’abandonner la province obéit à des considérations strictement militaires, visant à redéployer les troupes sur le limes danubien. La population civile ne perçoit pas ce retrait comme un désastre imminent : il n’existe aucun signe d’un exode massif, ni d’un retrait soudain de la population, ni de destructions généralisées dans les zones d’habitat après le départ de l’armée.
L’analyse linguistique révèle que certains toponymes, tels que Cluj et Bigla, conservent les groupes consonantiques latins -cl- et -gl-, alors que le roumain les transforme généralement en ch et gh. Cela suggère qu’ils proviennent d’une langue romane ancienne, distincte du roumain proprement dit, encore en formation au moment de l’arrivée des Slaves. Cependant, cette évolution phonétique a pu intervenir plus tardivement dans le roumain, comme l’indique la persistance partielle de ces groupes dans des langues romanes voisines telles que l’aroumain, le mégléno-roumain ou l’istro-roumain, ainsi que dans certaines langues ayant emprunté au roumain. Par ailleurs, on sait qu’il existait une variété de latin propre à la province voisine de Pannonie, le latin pannonien, qui a disparu à la fin de l’Antiquité.

## Suites
Même si elle dure moins de deux siècles, l’intégration de la Dacie dans l’Empire, après celle de la Mésie (qui, elle a duré six siècles), marque durablement la région, puisque la romanisation des autochtones a perduré au cours des siècles, malgré l’isolement de la région, peuplée successivement de slaves et de magyars, par rapport au reste des langues romanes. Les romanophones ont continué à s’auto-désigner comme « romains » et c’est sans surprise que l’État moderne qui occupe l’ancienne province de Dacie porte le nom de Roumanie.